# 麦基诺岛
麥基諾島（英語：Mackinac Island；/ˈmækɪnɔː/，MAK-in-aw）是一個島嶼和度假區，陸地面積為4.35平方英里（11.3平方公里），位於美國密歇根州。麦基诺岛的渥太華方言名稱是Michilimackinac，在奧吉布瓦语中是Mitchimakinak，意為“大龜”。它位於休倫湖和密歇根湖的麥基諾海峽東端，在密歇根州的上半島和下半島之間。[5]在17世紀歐洲殖民開始之前，該島長期以來一直是小達瓦定居點和以前的土著文化的所在地。它是五大湖地區毛皮貿易的戰略中心。基於以前的貿易站，麥基諾堡由英國人在美國獨立戰爭期間在島上建造。1812年戰爭期間，在这里爆发了兩次戰鬥，美國在其領土上獲得了這個島嶼。
19世紀後期，麥基諾島成為熱門的旅遊勝地和避暑勝地。島上的許多建築都經過了廣泛的歷史保護和修復。由於其歷史意義，整個島嶼被列為國家歷史地標。它以眾多的文化活動而聞名；多種建築風格，包括維多利亞大酒店；以及幾乎所有機動車的禁令。超過80%的島嶼面积被保留為麥基諾島州立公園。